# Nate Dusing
Nathaniel James Dusing (Villa Hills, 25 novembre 1978) è un ex nuotatore statunitense.

## Palmarès
- Olimpiadi

Sydney 2000: argento nella 4x200m sl.
Atene 2004: bronzo nella 4x100m sl.
- Mondiali

Fukuoka 2001: bronzo nella 4x200m sl.
Barcellona 2003: argento nella 4x100m sl e nella 4x200m sl.
Montreal 2005: oro nella 4x100m sl.
- Mondiali in vasca corta

Indianapolis 2004: oro nella 4x100m sl.
- Giochi PanPacifici

Fukuoka 1997: oro nella 4x100m sl e bronzo nei 100m farfalla.
Yokohama 2002: argento nella 4x100m sl e nella 4x200m sl, bronzo nei 100m sl e nei 200m sl.